# Jugoslávská liga ledního hokeje 1939/1940
Sezóna 1939/1940 byla 4. sezónou Jugoslávské ligy ledního hokeje. Vítězem se stal tým SK Ilirija.

## Týmy
- SK Ilirija
- ZKD Záhřeb
- Marathon Záhřeb
- Hašk Záhřeb

## Zápasy turnaje
| 13. leden 1940 | SK Ilirija | 4 – 1 | Marathon Záhřeb | Záhřeb |
|                | SK Ilirija |       | Marathon Záhřeb |        |

| Souhrn zápasu | Souhrn zápasu | Souhrn zápasu | Souhrn zápasu | Souhrn zápasu |
| ------------- | ------------- | ------------- | ------------- | ------------- |
|               |               |               |               |               |

| 13. leden 1940 | ZKD Záhřeb | 4 – 3 | Hašk Záhřeb | Záhřeb |
|                | ZKD Záhřeb |       | Hašk Záhřeb |        |

| Souhrn zápasu | Souhrn zápasu | Souhrn zápasu | Souhrn zápasu | Souhrn zápasu |
| ------------- | ------------- | ------------- | ------------- | ------------- |
|               |               |               |               |               |

| 14. leden 1940 | Marathon Záhřeb | 5 – 4 | Hašk Záhřeb | Záhřeb |
|                | Marathon Záhřeb |       | Hašk Záhřeb |        |

| Souhrn zápasu | Souhrn zápasu | Souhrn zápasu | Souhrn zápasu | Souhrn zápasu |
| ------------- | ------------- | ------------- | ------------- | ------------- |
|               |               |               |               |               |

| 14. leden 1940 | SK Ilirija | 5 – 0 | ZKD Záhřeb | Záhřeb |
|                | SK Ilirija |       | ZKD Záhřeb |        |

| Souhrn zápasu | Souhrn zápasu | Souhrn zápasu | Souhrn zápasu | Souhrn zápasu |
| ------------- | ------------- | ------------- | ------------- | ------------- |
|               |               |               |               |               |

## Konečná tabulka
1. SK Ilirija
2. Marathon Záhřeb
3. ZKD Záhřeb
4. Hašk Záhřeb

## Soupiska mistra -SK Ilirija
Ice Rihar, Mirko Eržen, Jule Kačič, Kroupa, Jože Gogala, Ernest Aljančič, Otokar Gregorčić, Ludovik-Luce Žitnik, Viljem Morbacher, Tone Pogačnik, Karol Pavletič.